# 世界理容美容機構
世界理容美容機構（せかいりようびようきこう、仏：Organisation Mondiale de la Coiffure）は、理容と美容の国際機構。

## 概要
- 1946年 - 世界理美容連盟（CIC）と世界理美容芸術機構（OAI）が発足
- 2000年9月30日 - ドイツ・ベルリンの総会で両者を統合し、組織改革を実施して世界理容美容機構（OMC）が発足

本部はフランス・パリにおかれている。

## 加盟国
加盟国は組織強化の一環としてゾーン活動を提唱している。6つのゾーンのうち、自国が位置するゾーンに所属する。加盟国の理美容団体は一つの団体のみとなっているが、日本からは全理連と全美連の理事長が交代で代表となることで加盟が認められている。
- EUゾーン
- 東ヨーロッパゾーン
- アフリカゾーン
- アメリカゾーン
- アジアゾーン

## 主催大会
- 世界理美容技術選手権大会